# Kronbroarna

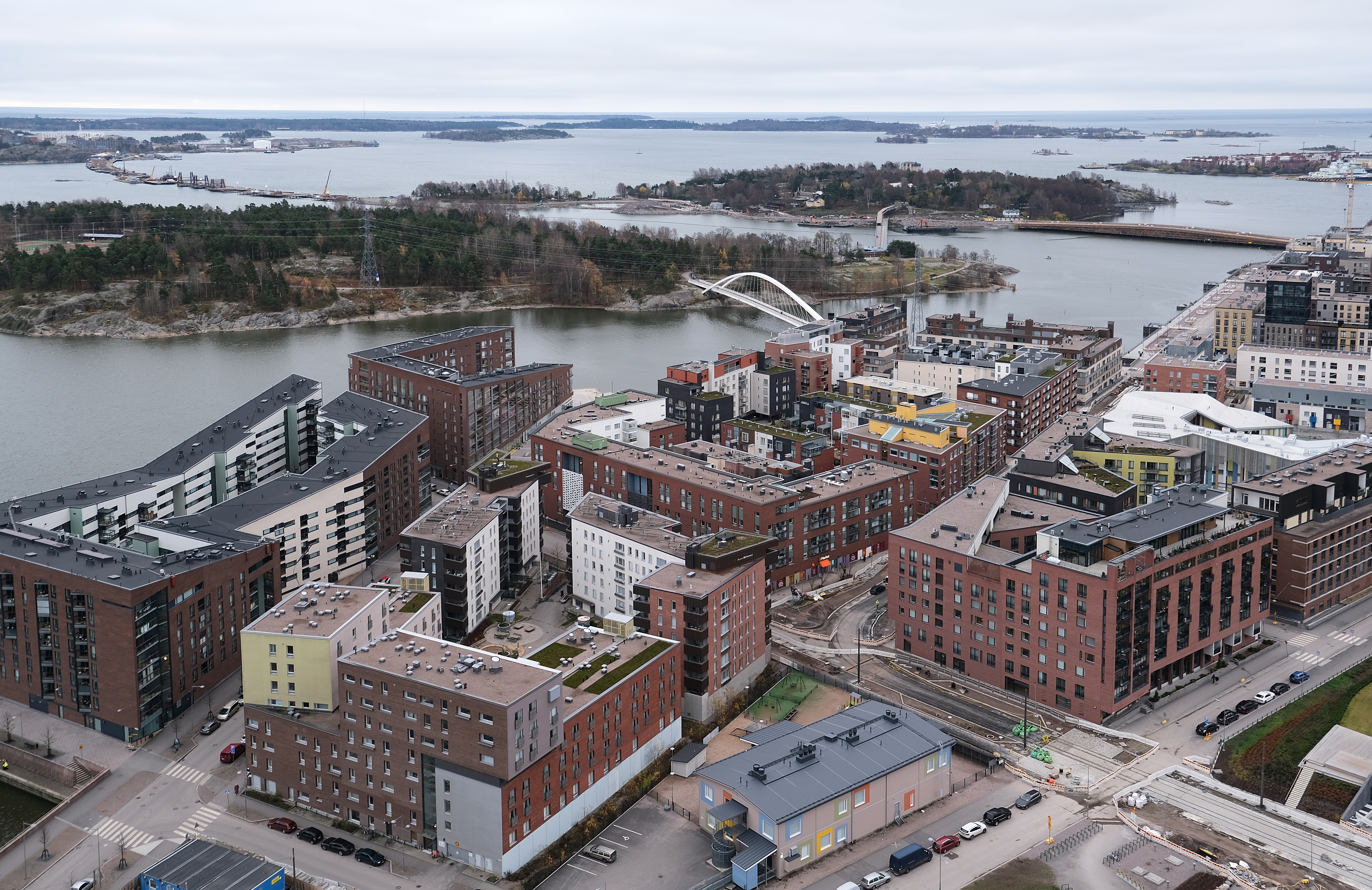
Kronbroarna under byggande, i övre delen av bilden, sedda från tornhuset Majakka i Fiskehamnen, november 2022

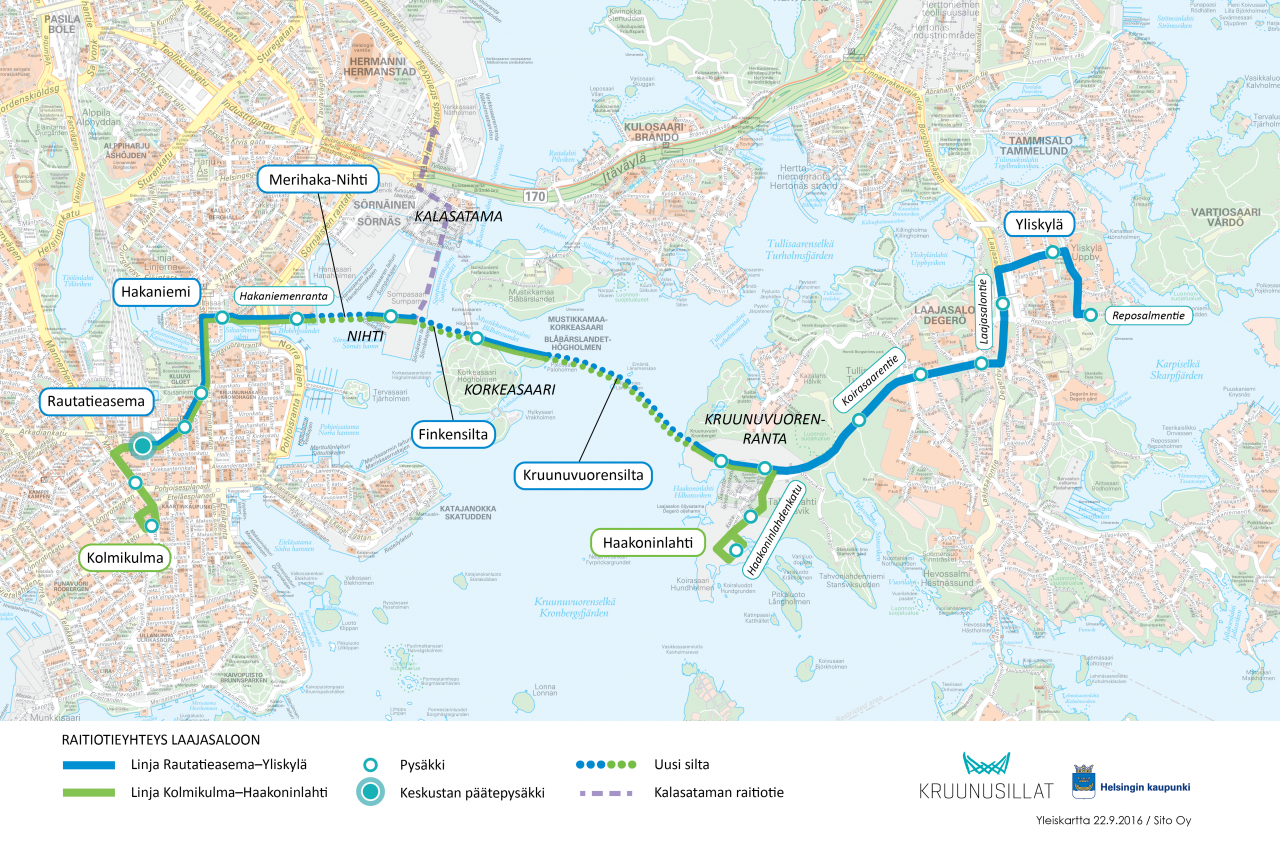
Karta över planerad spårvägslinje över Kronbroarna

Kronbroarna (finska: Kruunusillat), eller Kronobroarna, är tre broar som började anläggas 2021 (beträffande Havshagsbron 2022) i ett stråk mellan Havshagen i centrala Helsingfors och Degerö i östra Helsingfors stad, över öarna Knekten och Högholmen. De ingår i ett projektet Spårväg Kronbroarna, som innefattar en ny bana mellan centrala Helsingfors och som längst Degerövägen i Uppby i Degerö.
Den längsta bron av Kronbroarna är den östra, som går över Kronbergsfjärden mellan Högholmen och Kronbergsstranden och har namnet Kronbergsbron. Den mellersta bron går mellan Högholmen och Knekten och heter Finkes bro. Den västra bron mellan Knekten och Havshagen kallas Havshagsbron.
Broarna byggs för dubbelriktad spårvägstrafik samt för cyklister och fotgängare. De saknar filer för vägtrafik, men utryckningsfordon kan använda den för räddningsuppdrag.
Beslut om anläggande av spårvägslinje, inklusive broar, togs av Helsingfors stadsfullmäktige den 30 augusti 2016. Helsingfors stadsfullmäktige beslöt därefter i augusti 2021 att bygga spårvägen i två etapper, först med byggande av banan mellan Hagnäs torg och Degerö, med de tre Kronbroarna, och senare med en förlängning av linjerna från Hagnäs torg till Helsingfors centralstation respektive Trekanten.

## Brodata
| Kronbroarna   | Kronbroarna                 | Kronbroarna | Kronbroarna | Kronbroarna          | Kronbroarna            | Kronbroarna |
| Namn          | Länk                        | Längd       | Bredd       | Höjd över vattenytan | Brotyp                 | Byggperiod  |
| ------------- | --------------------------- | ----------- | ----------- | -------------------- | ---------------------- | ----------- |
| Havshagsbron  | Havshagen–Knekten           | 400 meter   | 20,5 meter  | 3,1 meter            | Förspänd betongbalkbro | 2022–2026   |
| Finkes bro    | Knekten–Högholmen           | 293 meter   | 18 meter    | 7 meter              | Förspänd betongbalkbro | 2021–2025   |
| Kronbergsbron | Högholmen–Kronbergsstranden | 1.228 meter | 20 meter    | 20 meter             | Snedkabelbro           | 2021–2025   |

## Bildgalleri

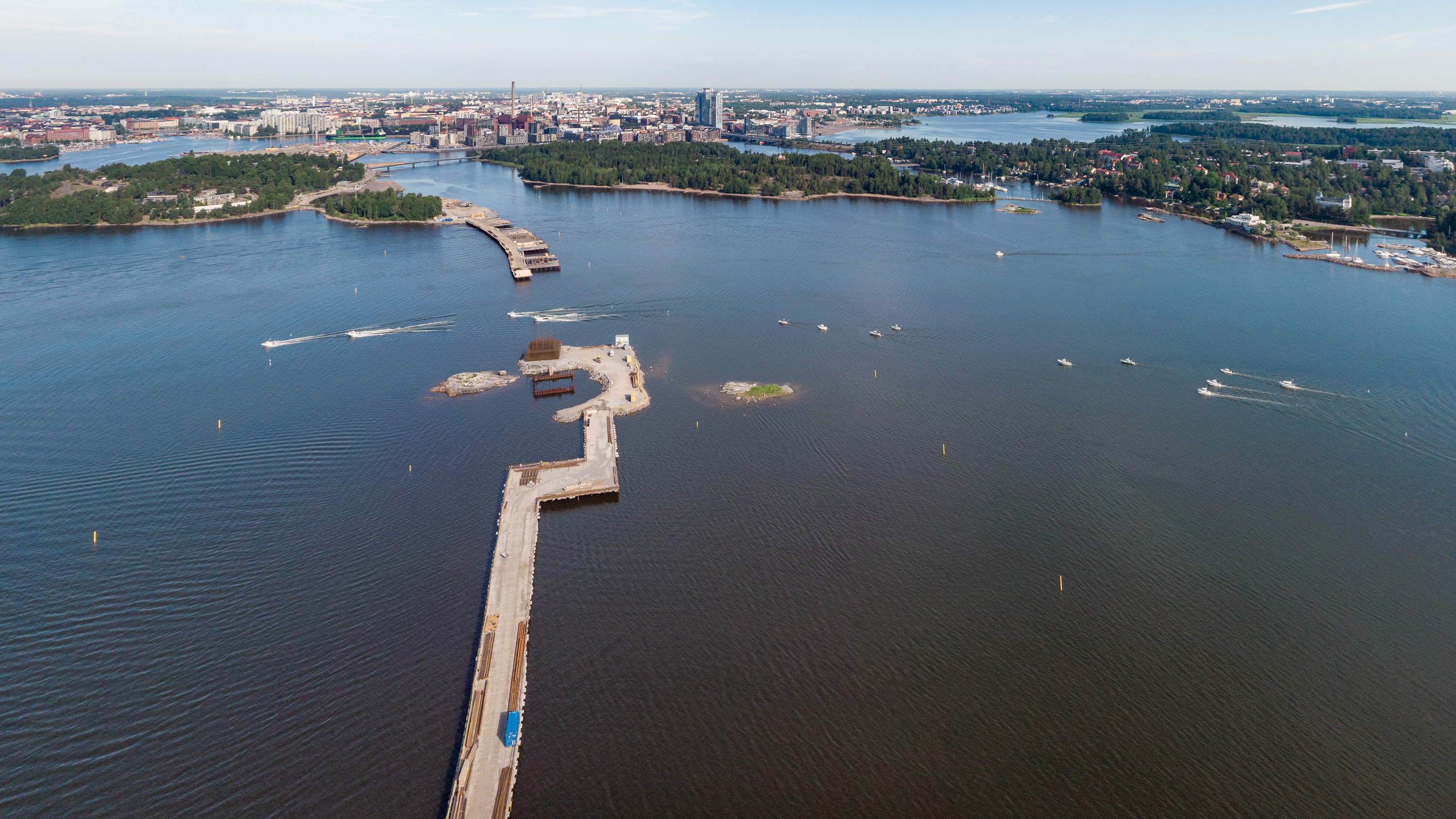
Den tillfälliga arbetsbron för Kronbergsbron, sedd österifrån från Degerö, juli 2022
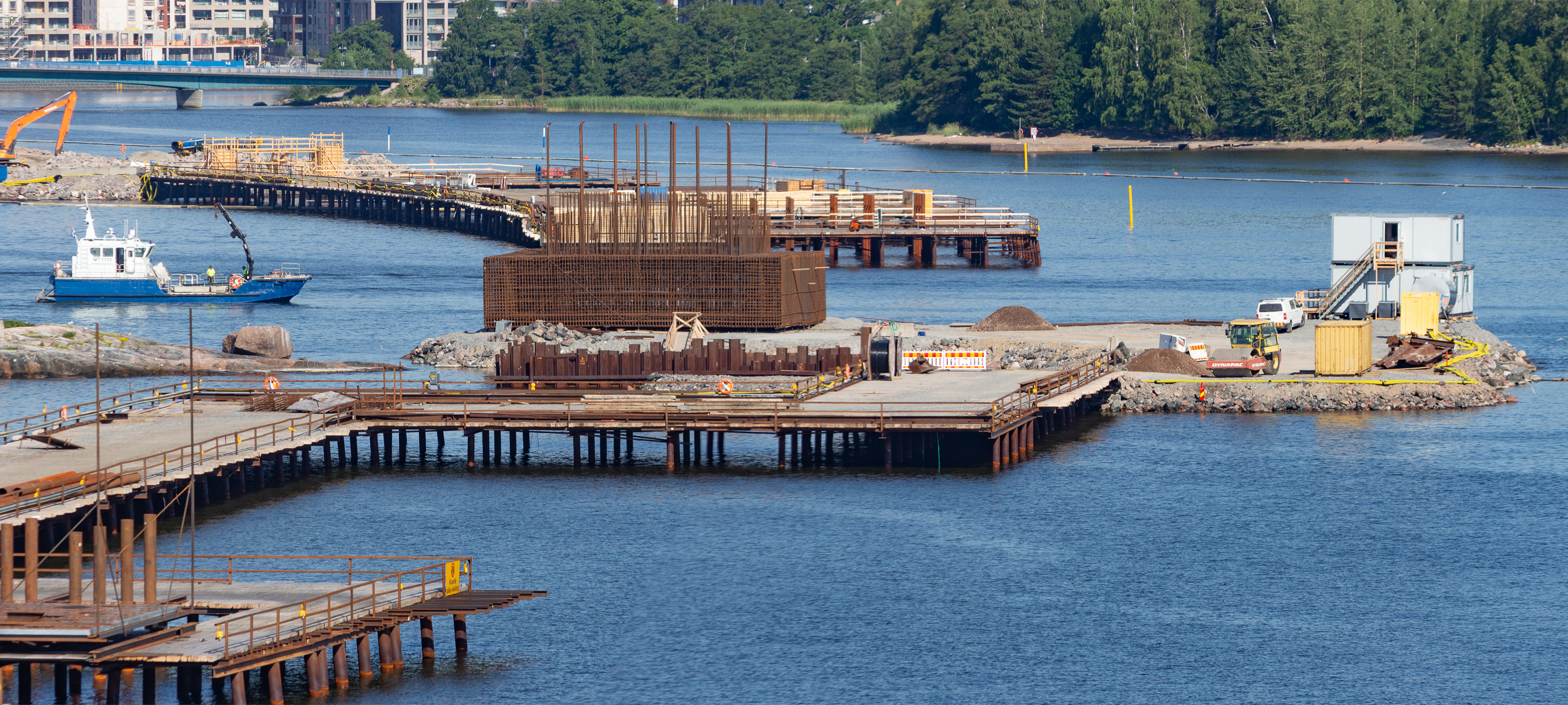
Arbetsbron för anläggandet av Kronbergsbron, juli 2022
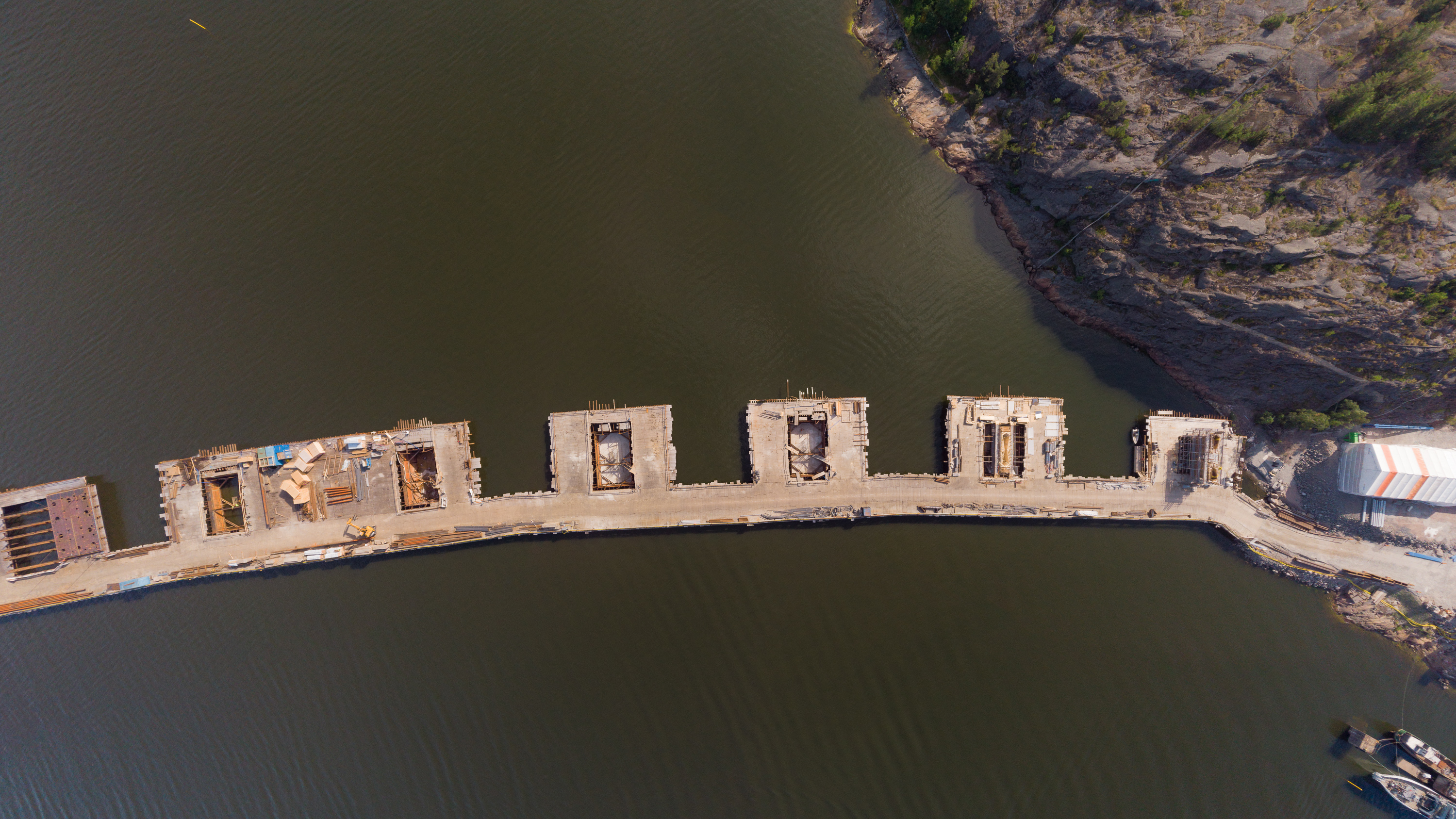
Byggnation, Kronbergsbron, juli 2022
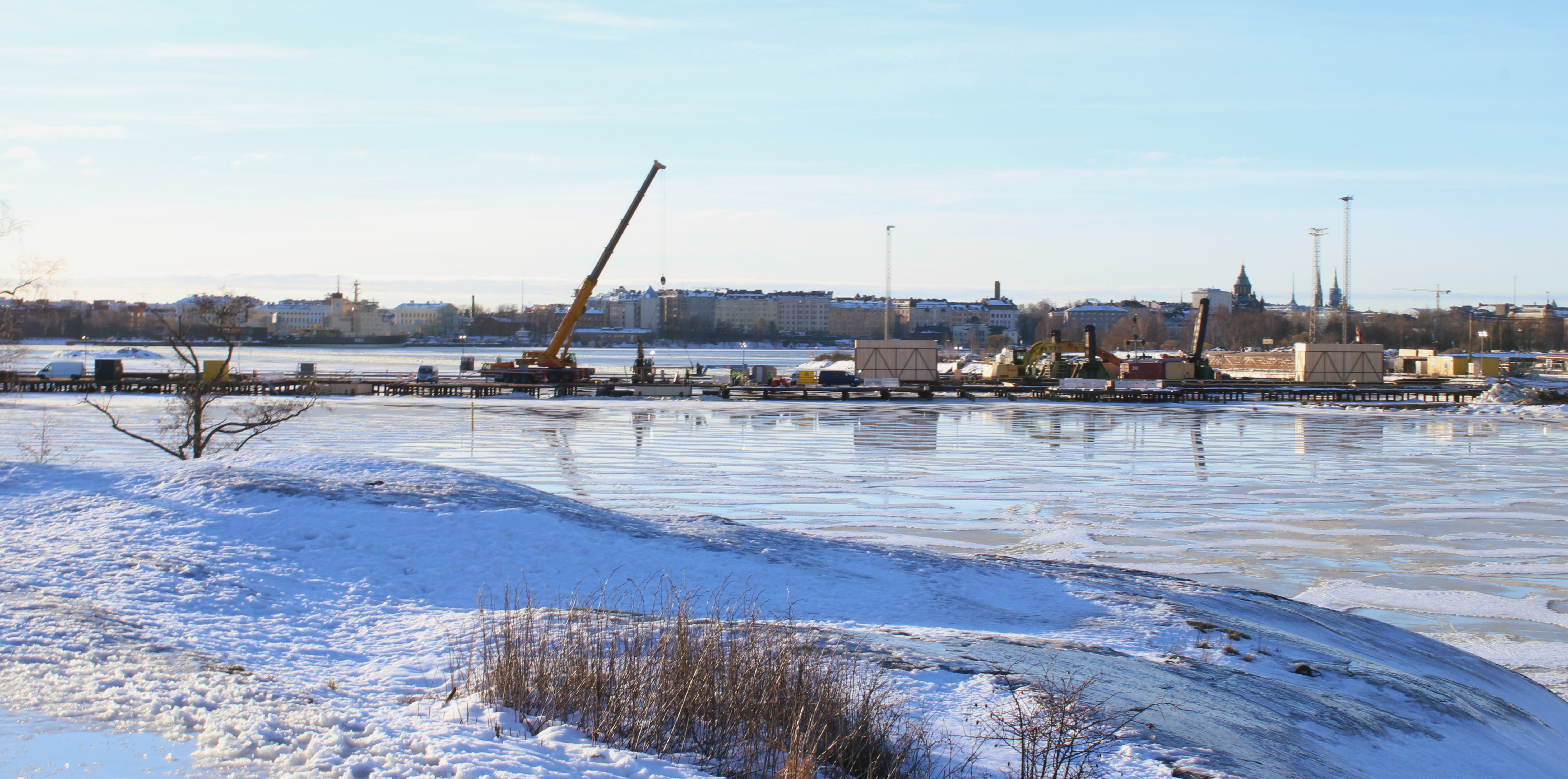
Finkes bro, januari 2022
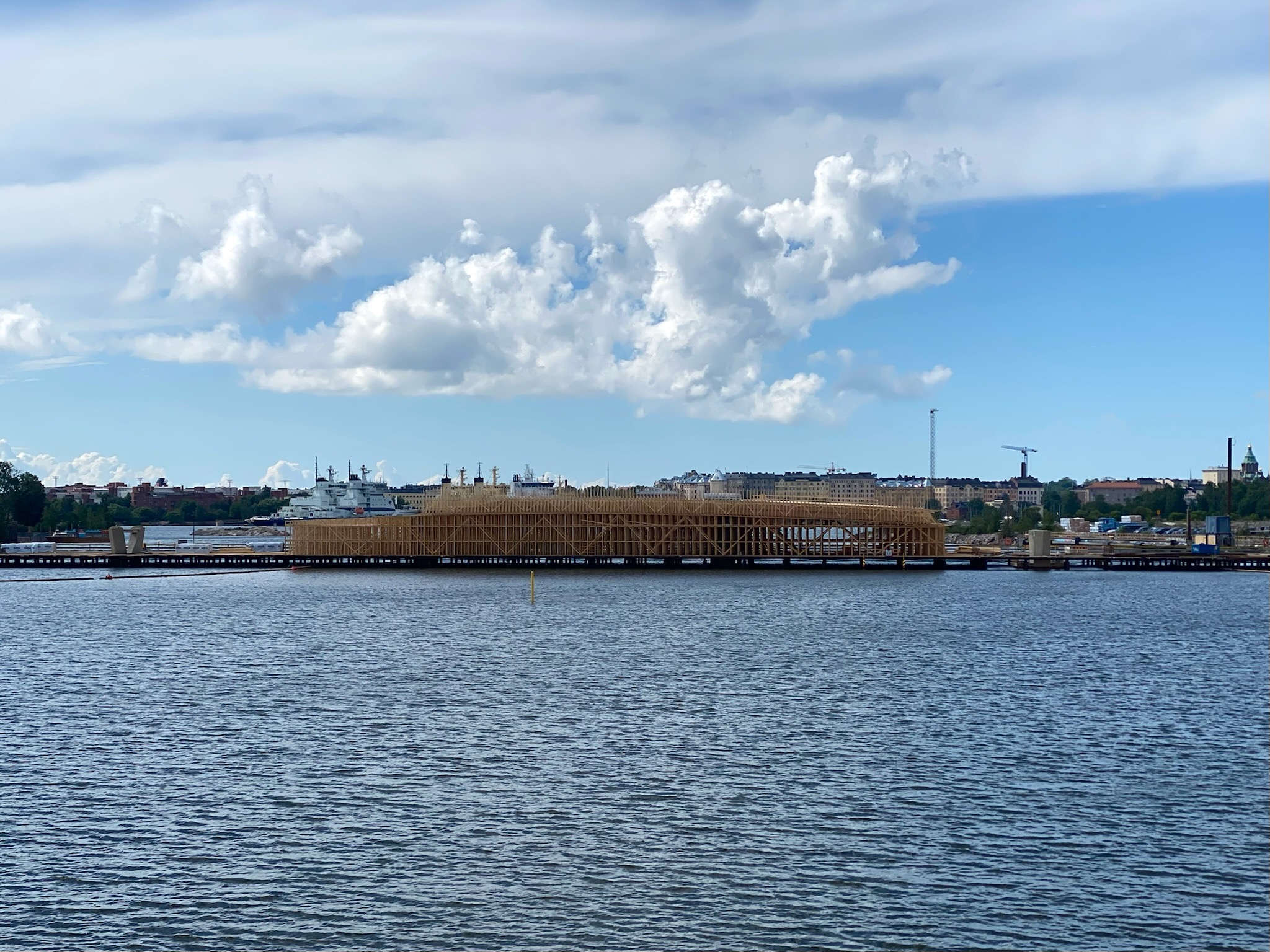
Finkes bro, juli 2022